# 万工乡
万工乡，是中华人民共和国四川省雅安市汉源县曾经下辖的一个乡。

## 行政区划
万工乡撤销前下辖以下地区：
万场村、双合村、下堰村、管山村和金岩村。